# Espace TV

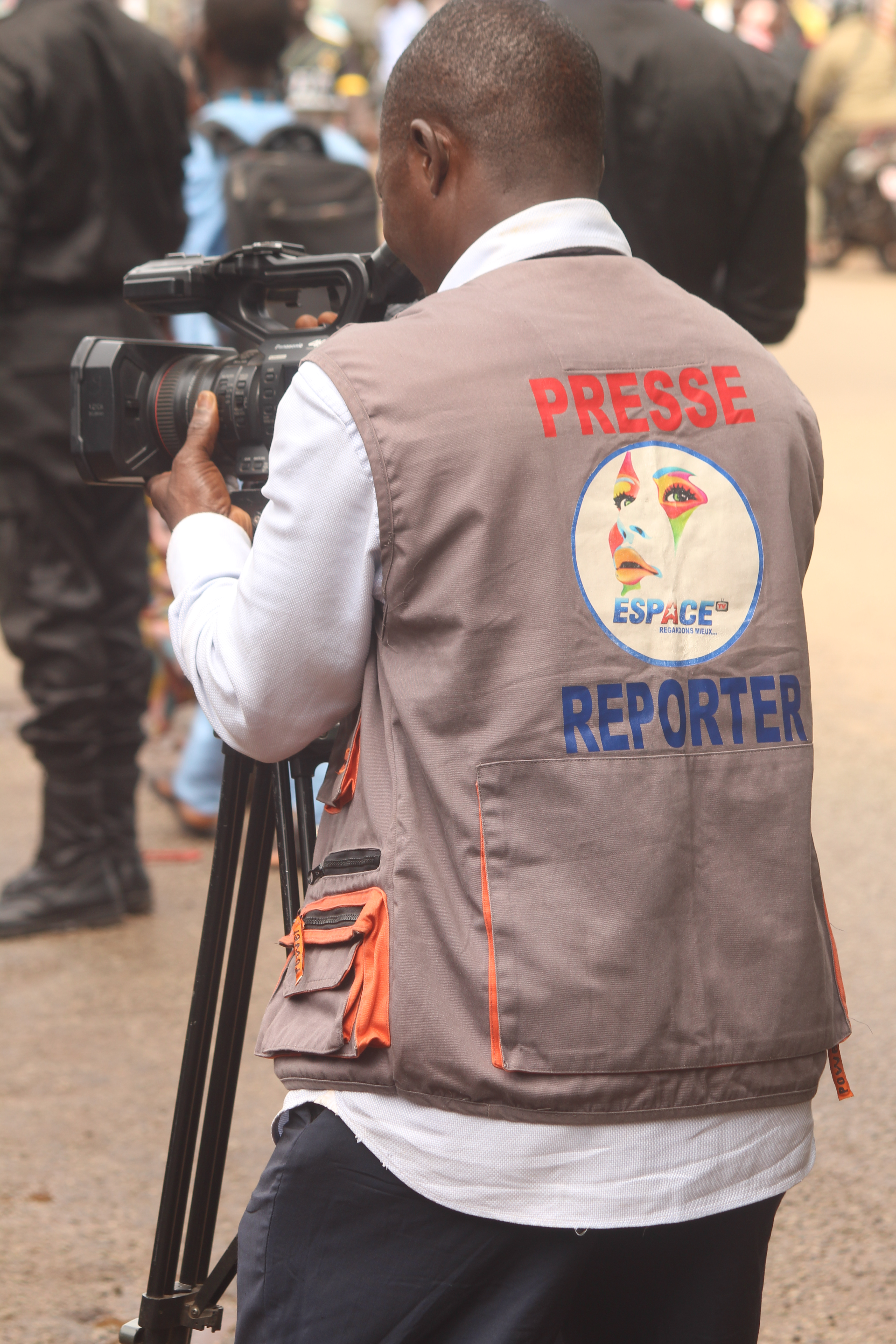

ESPACE TV est une télévision guinéenne basée à Kondeboungny dans la commune de Matoto au bord de l'autoroute Fidel Castro. 
La télé diffuse des informations du pays et du monde en temps réel. Des magazines axés sur les réalités des terroirs et des séries de divertissement. 
Détenue par le groupe Hadafo Médias, cette chaîne s'est hissée au sommet des sondages réalisés par Stat view international en 2019, qui porte l'émission les Grandes Gueules de la radio Espace diffusée en simultanée chaque jour du lundi au vendredi sur Espace Tv ; comme étant la plus suivie en république de Guinée et l'émission politiquement correct comme la deuxième du pays. 
En 2020, l'entreprise a conservé son titre en raflant le trophée du médias le plus écouté par des guinéens. 
Disponible sur les bouquets Canal+ 243 en Guinée (jusqu'en novembre 2023) ; Espace TV est diffusée sur la TNT, le Startimes (jusqu'en novembre 2023), le satellite, le câble, la télévision IP et le Web. La chaîne est également disponible dans certains pays limitrophes.

## Fermeture
Le 9 novembre 2023, la chaine de télévision est retirée des bouquets Canal+ et Startime, la chaine bascule son émission vedette "les Grandes Gueules" sur TéléSUD. Le 5 février 2024, la Haute autorité de la communication somme le média de cesser la diffusion de l'émission, sans succès car l'émission continue.
Le 22 Mai 2024, la licence d'exploitation de la télévision est retirée par l'État guinéen, via le Ministre des postes et télécommunication Fana Soumah. Puis, le 23 Mai 2024, l'Autorité de régulation des Postes et télécommunication retire la fréquence.